# Теракты в Джакарте 14 января 2016 года
Теракты в Джакарте 14 января 2016 года — серия из нескольких скоординированных подрывов взрывчатых предметов террористами-смертниками и стрельбы в центральном районе Джакарты, Индонезия. События произошли возле торгового центра «Сарина», кафе Starbucks, а также у посольств Турции и Пакистана в 11:39 по местному времени. Погибло не менее семи человек, включая пятерых террористов, ответственность за теракты взяла на себя организация Исламское государство. В город введена бронетехника. Ведётся операция по ликвидации нападавших. До этого Исламское государство в сообщениях угрожало подобными акциями в Индонезии.